# Henry Cassirer
Henry Cassirer (* 2. November 1911 in Berlin; † 29. Dezember 2004 in Annecy; eigentlich: Heiner Reinhard Cassirer) war ein deutsch-amerikanischer Journalist und Schriftsteller aus der Familie Cassirer.

## Leben
Cassirer war Sohn des Kunsthändlers Kurt Hans Cassirer (1883–1975) und dessen Ehefrau Eva Solmitz, der Industrielle Max Cassirer (1857–1943) war sein Großvater. Er verbrachte seine Kindheit bei seiner Tante Edith, die mit dem Reform-Pädagogen Paul Geheeb verheiratet war. Er besuchte die Odenwaldschule, die von seinem Großvater finanziert wurde und sich ca. 50 km südlich von Frankfurt am Main befand.
Sein Onkel, Fritz Solmitz, Journalist und Sozialdemokrat, wurde im KZ Fuhlsbüttel gefoltert und zum Suizid getrieben. 1936 flüchtete Cassirer nach London, studierte an der London School of Economics and Political Science und arbeitete nach dem Abschluss bei der BBC, jetzt als Henry Cassirer für die deutschsprachigen Dienste. 1939 verlas er die englische Kriegserklärung Englands an das Dritte Reich.
1940 emigrierte er in die USA und arbeitete bei CBS. Zuerst hörte er deutsche Kurzwellen-Sender ab, dann war er Leiter der von ihm aufgebauten Nachrichtensendung im Fernsehen. Nach Überwindung einiger Vorbehalte des FBI konnte Cassirer die US-Staatsbürgerschaft erwerben.
Nach einer Sendung über die UN-Charta der Menschenrechte wurde er von der UN angesprochen. 1948 nahm er als Direktor der Abteilung Bildungsradio und  -fernsehen bei der neuen Kulturorganisation der UNESCO in Paris eine Tätigkeit auf. Mit großem Optimismus organisierte er in der Gewissheit des wertvollen Inhalts solcher Sendungen Programme in Indien, in Senegal und in vielen anderen Ländern zwischen Japan und Alaska.
Er engagierte sich auch für körperlich Behinderte, litt er doch selbst an einer Lähmung seit seinem Aufenthalt in Indien im Jahre 1956. So wurde er Ehrenpräsident der französischen Behindertenorganisation GIHP. In seinen späten Jahren ließ er sich am Fuße der französischen Alpen nieder. Er betrachtete sich als Weltbürger; hatte er es doch stets abgelehnt, sich als Deutscher, Jude oder Emigrant zu empfinden. Neben Fachbüchern schrieb er auch Bücher der Erinnerung. Sein letztes Werk trug den Titel Un siècle de combat pour un monde humaniste.
Sein Vermächtnis sah vor, dass seine Asche auf dem Gelände der Odenwald-Schule in Ober-Hambach bestattet werden sollte.

## Werke
- Television Teaching Today. 1960
- Mass media in an Africa context, an evaluation of Senegal's Pilot project. 1974
- Kommunikation und die Zukunft der Bildung. 1974, Hrsg. von Haber, im Auftrag der Internationalen Vereinigung der Welt-Universität eV, Übersetzt von Ralf Friese
- Und alles kam anders.., Ein Journalist erinnert sich, 1992
- Un siècle de combat pour un monde humaniste. Témoignage. 2001 (Hrsg.) Harmattan (editions l') ISBN 2-7384-9918-X